# William Grant Inglis
William Grant Inglis (geb. 1928 in Cupar; gest. 26. März 1991 in Edinburgh) war ein schottischer Helminthologe.

## Leben
Inglis' Familie zog in seiner frühen Kindheit nach Lockerbie um, wo er bis zum Alter von 15 Jahren an einer örtlichen Akademie unterrichtet wurde, an der auch sein Vater als Musiklehrer tätig war. Nach seinem Schulabschluss an der Dumfries Academy leistete er seinen Wehrdienst bei der Royal Air Force. Er begann anschließend ein Studium der Forstwirtschaft an der University of Aberdeen, wechselte aber bereits nach einem Jahr in das Fach Zoologie. Nach seinem Abschluss ging er 1953 an das Natural History Museum in London, wo er die Stelle von Harry Arnold Baylis einnahm. Hier beschäftigte er sich mit der Systematik der Fadenwürmer, insbesondere der Heterakoidea. 1958 erwarb er den Ph.D. an der University of London und 1965 den D.Sc. an der University of Aberdeen. Sein besonderes Interesse galt der mikroskopischen Anatomie der Kutikula.
1968 wurde Inglis Direktor des South Australian Museum und war später in verschiedene Positionen in der Regierung von South Australia tätig, unter anderem als Direktor der Abteilung für Umwelt.
William verfasste über 100 wissenschaftliche Arbeiten und führte zahlreiche Taxa der Fadenwürmer ein. Seine wichtigsten Arbeiten waren Patterns of evolution in parasitic nematodes (1965) und The observational basis of homology (1966). Nach ihm sind die Unterfamilie Inglisonematinae und die Gattung Inglisonema benannt.

## Werke
- The Evolution, Host Relationships and Classification of the Nematode Superfamily Heterakoidea. British Museum (Natural History), 1967